# Agostino Gatti
Agostino Gatti (* 29. März 1841 in Paris; † 14. Januar 1897 in London; heimatberechtigt in Dongio) war ein Schweizer Politiker.

## Leben
Agostino Gatti begann bereits als Jugendlicher eine Berufslaufbahn als Kellner. Ab 1862 betrieb er zusammen mit seinem Bruder Cafés, Restaurants und ein Theater in London. Zudem waren die Brüder ab 1882 in der Herstellung und im Vertrieb von elektrischer Energie tätig.
Bei den Parlamentswahlen im Oktober 1872 wurde im Wahlkreis Tessin-Nord Giovanni Jauch vom Tessiner Staatsrat als gewählt erklärt worden, obwohl er höchstwahrscheinlich die absolute Mehrheit knapp verpasst hatte. Nach heftigen Protesten trat Jauch sein Mandat nicht an, woraufhin der Staatsrat in Übereinstimmung mit dem Bundesrat einen zweiten Wahlgang im April 1873 ansetzte. Weil auch dieser nicht ordnungsgemäss durchgeführt werden konnte, mussten die Wahlen im Oktober 1873 vollständig wiederholt werden, wo Jauch seinen Nationalratssitz endgültig verlor. Entsprechend gab es am 2. November 1873 eine Ersatzwahl, wo Gatti – trotz Doppelbürgerschaft und Wohnsitz in London – als einziger Kandidat gewählt wurde. Er sass für die Konservativen bis 1893 im Nationalrat.
Gatti gründete 1874 in London die Unione Ticinese mit. 1911 richteten seine Kinder in Dongio den Armenfonds «Agostino e Stefano Gatti» ein.